# Gohia parisolata
Gohia parisolata är en spindelart som beskrevs av Forster 1970. Gohia parisolata ingår i släktet Gohia och familjen Desidae. Inga underarter finns listade i Catalogue of Life.